# Jehan Faulquier
Jehan Faulquier, né le 30 juin 1910 à Cervon (Nièvre) et mort le 27 août 1984 dans la même ville, est un chef d'entreprise, exploitant agricole et homme politique.

## Biographie
Diplômé de l'ESSEC, Jehan Faulquier a pour activités professionnelles la gérance d'une tuilerie de Corbigny, la direction commerciale de la société d'exploitation des carrières du Morvan et l'exploitation agricole familiale.
Militant à la Jeunesse agricole chrétienne en 1934, il est élu conseiller d'arrondissement de la Nièvre en 1938.
Jehan Faulquier est élu maire de Cervon en 1939. Mobilisé, il est fait prisonnier durant la bataille de France en 1940. Libéré en 1945, il retrouve son poste de maire qu'il conservera jusqu'en 1983. 
Il est conseiller général du canton de Corbigny de 1945 à 1967.
Jehan Faulquier est président de la Mutualité Sociale Agricole de la Nièvre de 1950 à 1982, fondateur de la Fédération Départementale des Centres Sociaux.
Candidat de la droite et des gaullistes, investi par le Centre national des indépendants et paysans, il est député de la troisième circonscription de la Nièvre (Morvan) de 1958 à 1962 (battant François Mitterrand lors des élections législatives de 1958). 
Il est chevalier de la Légion d'honneur et officier de l'ordre national du Mérite.

## Hommage
La rue de la mairie de Cervon porte désormais son nom.